# Arenaria humifusa
Cet article concerne Arenaria humifusa Wahlenb.. Pour Arenaria humifusa Linden & Planch., voir Arenaria venezuelana.
Espèce
La Sabline rampante, Arenaria humifusa, est une espèce de plantes herbacées de la famille des Caryophyllaceae. Elle se développe sur la serpentine : une roche toxique à laquelle elle est résistante.